# 김성기 (외교관)
김성기(1957년 08월 19일~2012년)은 조선민주주의인민공화국의 전 외무성 부상이다.

## 생애
1957년 북한에서 태어났으며 외무성 입부 이후 중국 관련 업무를 수행하였다. 특히 주중국 조선민주주의인민공화국 대사관에서 공사, 대사대리 등을 지냈다. 주중대사관 공사 시절에는 6자 회담 실무그룹의 북측대표로 참석하였다. 2010년에는 외무성 부상으로 승진하였다. 2011년에는 아시아.아프리카 법률협상기구 회의에 참가하기도 하였다.

## 숙청
2012년에 돌연 자취를 감췄는데, 6자 회담의 내용을 중국의 유학 동문들에게 내포하여 총살되었다고 한다.

## 경력
- 외무성 미국 담당 부상
- 주유엔 북한 대표부 차석대사
- 주유엔 북한 대표부 공사
- 외무성 북미과 과장